# Clidemia cymosa
Clidemia cymosa là một loài thực vật có hoa trong họ Mua. Loài này được (Schrad. & J.C. Wendl.) Alain mô tả khoa học đầu tiên năm 1994.